# Переростовский сельсовет
Переростовский сельсовет (белор. Пераростаўскі сельсавет) — административная единица на территории Добрушского района Гомельской области Республики Беларусь. Административный центр — агрогородок Перерост.

## История
В 2011 году деревня Хутор упразднена. Изменены границы агрогородка Перерост, включена в его состав территория упразднённой деревни Хутор.
9 апреля 2023 года из состава Тереховского сельсовета в состав Переростовского сельсовета включены населённые пункты Васильевка, Красный Алес.

## Состав
Переростовский сельсовет включает 7 населённых пунктов:
- Васильевка — агрогородок
- Красный Алес — посёлок
- Красный Курган — посёлок
- Лебедёвка — посёлок
- Новая Жизнь — посёлок
- Новый Мир — посёлок
- Перерост — агрогородок

Упразднённые населённые пункты:
- Березняки — посёлок
- Хутор — деревня